# Бобришев Юрій Анатолійович
Юрій Анатолійович Бобришев (нар. 11 травня 1961) — радянський та російський футболіст, захисник та півзахисник.

## Життєпис
Розпочав кар'єру 1980 року в команді другої ліги «Новатор» (Жданов). У 1981-1987 роках грав в елістинському «Уралані», провівши другу половину 1985 року в «Роторі» (Волгоград). Виступав у командах першої ліги «Динамо» Ставрополь (1988-1990), «Локомотив» Нижній Новгород (1991), «Уралан» (1992-1994). У 1995 році грав у командах КФК «Іскра» Новоалександровск та «Форвард» Новокубанск, а також у другій лізі за «Вінець» Гулькевичі. Наприкінці сезону провів п'ять матчів у чемпіонаті Білорусі за «Бобруйськ». Грав за аматорські команди «Урожай» Олександрівське (1997) і «Червоний металіст» Ставрополь (1998).